# 毛霉纲
毛霉纲（学名：Mucoromycetes）是毛霉门下的一个纲。

## 下属分类
本纲包括以下目：
- Calcarisporiellales
- 毛霉目 Mucorales